# Диаграмма Пурбе

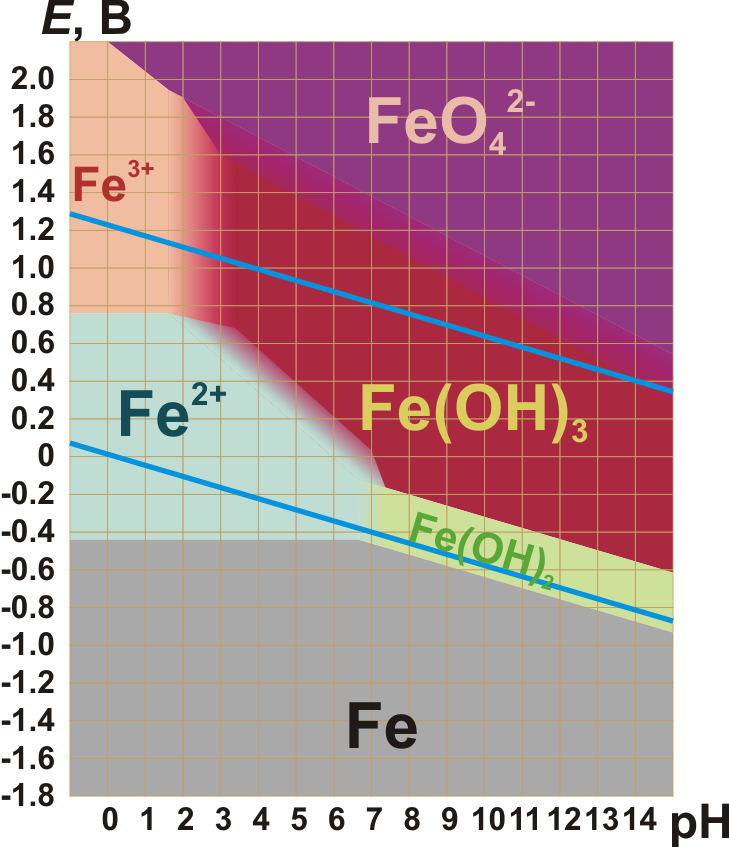
Диаграмма Пурбе для системы Fe - H2O

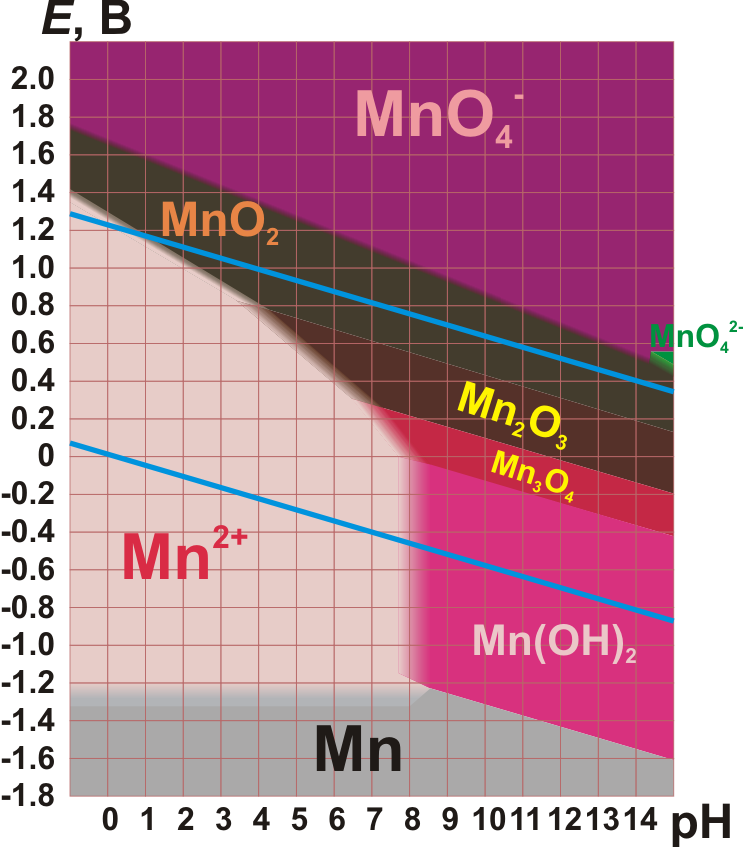
Диаграмма Пурбе для системы Mn - H2O

Диаграмма Пурбе (диаграмма преобладающих форм, E-pH диаграмма) — диаграмма, наглядно отображающая термодинамически устойчивые формы существования элементов (ионов, молекул, атомных кристаллов и металлов) в растворах при различных значениях водородного показателя pH и окислительно-восстановительного потенциала E. Предложена Марселем Пурбе.
Для каждого элемента можно построить свою диаграмму Пурбе. Диаграммы Пурбе для одного элемента могут отличаться в зависимости от температуры, растворителя и присутствия лигандов в растворе. Однако как правило приводятся диаграммы Пурбе для водных растворов при 25 °С. Диаграммы Пурбе строятся на основании уравнения Нернста и стандартных окислительно-восстановительных потенциалов.

## Построение
Диаграмма Пурбе строится в координатах E (ордината) — pH (абсцисса). Она отражает формы, которые термодинамически устойчивы при данном значении рН и окислительно-восстановительного потенциала среды. При меньшем потенциале соответствующая форма может быть восстановлена до нижележащей (если таковая существует), при более высоком — окислена до вышележащей (если таковая существует). Границы между формами существования раствор-твёрдое или раствор-газ обычно зависят от концентрации растворенных форм; границы между формами существования растворённых форм от их концентрации, как правило, не зависят.
Часто на диаграмму Пурбе наносят границы области существования воды. Верхняя из них ({\displaystyle E=1.23-0.059pH}) соответствует выделению кислорода (то есть при более высоких потенциалах возможно окисление воды до кислорода):
{\displaystyle {\ce {2H2O - 4e- = 4H+ + O2}}} (pH < 7)
{\displaystyle {\ce {4OH- - 4e- = 2H2O + O2}}} (pH > 7)
Нижняя граница ({\displaystyle E=-0.059pH}) соответствует выделению водорода (то есть при меньших потенциалах возможно восстановление воды до водорода):
{\displaystyle {\ce {2H+ + 2e- = H2}}} (pH < 7)
{\displaystyle {\ce {2H2O + 2e- = H2 + 2OH-}}} (pH > 7)
На иллюстрациях к данной статье область существования воды ограничена голубыми линиями.

## Применение
Диаграмма Пурбе — мощнейшее средство предсказания направления химических реакций соединений данного элемента. Из неё можно определить условия большинства кислотно-основных и окислительно-восстановительных реакций соединений данного элемента без учета взаимодействия с посторонними ионами. По ней можно предсказать процессы диспропорционирования и конпропорционирования разных форм, возможность выделения ими водорода и кислорода. Сопоставляя диаграммы Пурбе для двух элементов можно предсказать окислительно-восстановительные реакции между их соединениями. Таким образом, диаграмма Пурбе для некоего элемента в сжатой форме отображает его неорганическую химию.
Весьма важное значения диаграммы Пурбе имеют в предсказании коррозии в разных условиях.

### Ограничения применимости диаграммы Пурбе
Диаграмма Пурбе отображает только термодинамически устойчивые формы. Кинетически устойчивые (они же метастабильные) формы на ней не отображаются. Поэтому она неприменима для предсказания образования метастабильных форм. Например такая форма, как гипохлорит-ион {\displaystyle {\ce {OCl-}}} метастабильна (неустойчива термодинамически, но диспропорционирует крайне медленно). Поэтому на диаграмме Пурбе для хлора её нет и предсказать её образование (в частности, при диспропорционировании хлора) по диаграмме Пурбе невозможно:
{\displaystyle {\ce {Cl2 + 2OH- = Cl- + ClO- + H2O}}}
Кроме того, далеко не все процессы, предсказаные по диаграмме Пурбе имеют достаточно большую скорость, чтобы быть заметными.

### Предсказание гидролиза
Если при каком-то значении рН существует гидроксид, значит свободный ион при этом значении рН гидролизуется.
Например, на диаграмме Пурбе для железа при {\displaystyle pH>4} устойчив {\displaystyle {\ce {Fe(OH)3}}}, а {\displaystyle {\ce {Fe^3+}}} неустойчив. Значит, при {\displaystyle pH>4} ион {\displaystyle {\ce {Fe^3+}}} будет полностью гидролизоваться:
{\displaystyle {\ce {{Fe^{3+}}+3H2O={Fe(OH)3}+3H+}}}
Гидролиз иона {\displaystyle {\ce {Fe^3+}}} идёт при {\displaystyle pH<4}. Точное значение рН зависит от концентрации иона {\displaystyle {\ce {Fe^3+}}} (размазанная граница).

### Предсказание конпропорционирования
Если при данном значении рН две формы разделены третьей, то эти две формы будут конпропорционировать с образованием третьей.
Пример 1. На диаграмме Пурбе для марганца при {\displaystyle pH\in [0;3]} {\displaystyle {\ce {Mn^2+}}} и {\displaystyle {\ce {MnO4-}}} разделены {\displaystyle {\ce {MnO2}}}. Значит, {\displaystyle {\ce {Mn^2+}}} и {\displaystyle {\ce {MnO4-}}} будут конпрпорционировать:
{\displaystyle {\ce {{3Mn^{2+}}+{2MnO4^{-}}+2H2O={5MnO2}+4H+}}}
Пример 2. На диаграмме Пурбе для марганца при {\displaystyle pH\in [4;7]} {\displaystyle {\ce {Mn^2+}}} и {\displaystyle {\ce {MnO4-}}} разделены двумя формами ({\displaystyle {\ce {MnO2}}}, {\displaystyle {\ce {Mn2O3}}}). Это значит, что {\displaystyle {\ce {Mn^2+}}} и {\displaystyle {\ce {MnO4}}} будут конпропорционировать. При этом возможно два продукта, причем преобладающий продукт зависит от соотношения реагентов или взаимной скорости двух конкурирующих реакций:
{\displaystyle {\ce {{3Mn^{2+}}+{2MnO4^{-}}+2H2O={5MnO2}+4H+}}}
{\displaystyle {\ce {{8Mn^{2+}}+{2MnO4^{-}}+7H2O={5Mn2O3}+14H+}}}
Пример 3. На диаграмме Пурбе для марганца в диапазоне {\displaystyle pH\in [0;14]} между {\displaystyle {\ce {MnO2}}} и {\displaystyle {\ce {MnO4-}}} промежуточных форм нет. Значит в этом диапазоне рН {\displaystyle {\ce {MnO2}}} и {\displaystyle {\ce {MnO4-}}} конпропорционировать не будут.

### Предсказание диспропорционирования
Если форма в данной степени окисления при данном рН на диаграмме Пурбе отсутствует, значит, она будет диспропорционировать на соседние формы, имеющиеся на диаграмме Пурбе.
Пример 1. На диаграмме Пурбе для марганца при {\displaystyle pH<14} отсутствует манганат {\displaystyle {\ce {MnO4^2-}}} (степень окисления марганца +6). Это значит, что при этих рН манганат будет диспропорционировать. Ближайшая устойчивая степень окисления снизу +4 ({\displaystyle {\ce {MnO2}}}), сверху — +7 ({\displaystyle {\ce {MnO4-}}}). Они и будут образовываться при диспропорционировании:
{\displaystyle {\ce {{3MnO4^{2-}}+2H2O={MnO2}+{2MnO4^{-}}+4OH-}}}
Этот процесс, в частности, будет происходить при растворении твёрдого манганата в воде или при подкислении сильнощелочного раствора, в котором манганат устойчив.
Пример 2. На диаграмме Пурбе для марганца соединения марганца (+3) отсутствуют вовсе. Это значит, что при растворении в воде соединений марганца (+3) они будут диспропорционировать на ближайшие устойчивые степени окисления +2 снизу (в виде {\displaystyle {\ce {Mn^2+}}}) и +4 сверху (в виде {\displaystyle {\ce {MnO2}}}):
{\displaystyle {\ce {{2Mn^{3+}}+2H2O={Mn^{2+}}+{MnO2}+4H+}}}

### Предсказание вытеснения водорода
Если область существования данной формы лежит ниже области устойчивости воды (нижняя голубая линия на цветных диаграммах), то данная форма при соответствующих рН способна реагировать с водой, вытесняя водород.
Реально вследствие кинетических проблем (то есть малой скорости подобных реакций) возникает т. н. эффект перенапряжения выделения водорода, и для реального выделения водорода соответствующая форма должна лежать ниже области устойчивости воды как минимум на 0.4-0.8В.
Кроме того, гидроксиды металлов, как правило, пассивируют металл, поэтому в нейтральных и щелочных средах водород, как правило, не выделяется, даже если область существования металла лежит сильно ниже области устойчивости воды.
например, на диаграмме Пурбе для марганца его область существования лежит заметно ниже нижней границы устойчивости воды. Значит, он способен вытеснять водород:
{\displaystyle {\ce {{Mn}+2H+={Mn^{2+}}+H2}}}
Это соответствует тому факту, что металл в ряду активности стоит левее водорода.

### Предсказание окисления кислородом воздуха
Если область существования некой формы лежит заметно ниже верхней границы устойчивости воды, то эта форма может окисляться кислородом воздуха. При этом образуется форма, которую пересекает верхняя граница устойчивости воды.
Пример 1. На диаграмме Пурбе для марганца область существования {\displaystyle {\ce {Mn(OH)2}}} лежит сильно ниже верхней границы устойчивости воды (верхняя голубая линия). Это значит, что он может быть окислен до {\displaystyle {\ce {Mn3O4}}}, {\displaystyle {\ce {Mn2O3}}} и, в конце концов, до {\displaystyle {\ce {MnO2}}} (но не {\displaystyle {\ce {MnO4-}}}, так как эта форма лежит выше области существования воды):
{\displaystyle {\ce {{2Mn(OH)2}+ O2 = {2MnO2}+ 2H2O}}}
И действительно, {\displaystyle {\ce {Mn(OH)2}}} на воздухе очень быстро коричневеет.
Пример 2. На диаграмме Пурбе для железа область существования металлического железа лежит намного ниже верхней границы существования воды. Это значит, что оно может быть окислено кислородом до {\displaystyle {\ce {Fe(OH)3}}}, что мы и наблюдаем в процессе ржавления. При этом, поскольку процесс протекает долго, получаются дегидратированные формы ({\displaystyle {\ce {Fe3O4}}}, {\displaystyle {\ce {Fe2O3}}} и др.), которые более устойчивы термодинамически, но образуются медленно.
Окисление металлов кислородом происходит далеко не всегда за счёт эффекта пассивирования.

### Предсказание выделения кислорода
Если некая форма целиком лежит выше области существования воды, она может разлагаться с выделением кислорода.
Например, на диаграмме Пурбе для железа область существования ферратов {\displaystyle {\ce {FeO4^2-}}} лежит гораздо выше области существования воды (особенно в кислой области). Поэтому при подкислении ферраты разлагаются с выделением кислорода:
{\displaystyle {\ce {{4FeO4^{2-}}+20H+={4Fe^{3+}}+{3O2}+10H2O}}}

### Предсказание окислительно-восстановительных реакций между соединениями двух элементов
Если при некотором рН форма существования одного элемента лежит заметно (хотя бы на 0.2 В) выше формы существования другого элемента, то вышележащая форма окислит нижележащую. При этом образуются формы, область устойчивости которых лежит между ними.
Например, область существования {\displaystyle {\ce {MnO4-}}} (диаграмма для марганца) лежит выше, чем область существования {\displaystyle {\ce {Fe^2+}}} (диаграмма для железа). Значит, {\displaystyle {\ce {MnO4-}}} может окислять {\displaystyle {\ce {Fe^2+}}}. В кислой среде при этом образуется {\displaystyle {\ce {Fe^3+}}} и (в зависимости от соотношения реагентов) {\displaystyle {\ce {MnO2}}} или {\displaystyle {\ce {Mn^2+}}}:
{\displaystyle {\ce {{MnO4^{-}}+{3Fe^{2+}}+4H+={MnO2}+{3Fe^{3+}}+2H2O}}}
{\displaystyle {\ce {{MnO4^{-}}+{5Fe^{2+}}+8H+={Mn^{2+}}+{5Fe^{3+}}+4H2O}}}
В нейтральной среде образуются {\displaystyle {\ce {MnO2}}} и {\displaystyle {\ce {Fe(OH)3}}}:
{\displaystyle {\ce {{MnO4^{-}}+{3Fe^{2+}}+7H2O={MnO2}+{3Fe(OH)3}+5H+}}}

### Галерея

Fe–H_{2}O
Cu–H_{2}O
Au–H_{2}O
Al–H_{2}O
Mn–H_{2}O
Zn–H_{2}O–CO_{3}^{2–}
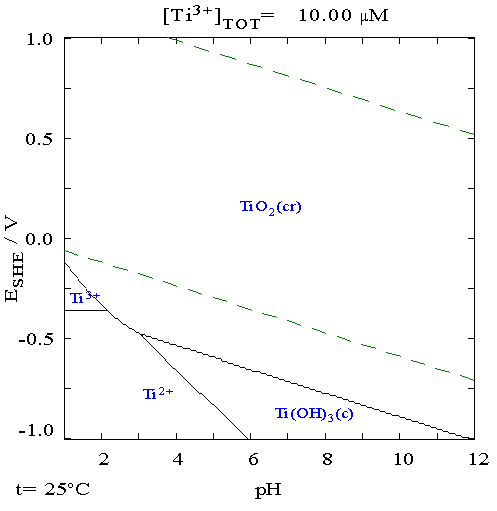
Ti–H_{2}O

- Fe–H2O
- Cu–H2O
- Au–H2O
- Al–H2O
- Mn–H2O
- Zn–H2O–CO32–
- Ti–H2O